# Mondafrique
Mondafrique est un site web d'investigation et d'opinion créé en décembre 2013 et ouvert au public en janvier 2014 à l'initiative du journaliste d'investigation Nicolas Beau.  
Il traite de la politique, de l'économie, de la société et des cultures des pays africains, mais aussi des questions françaises, européennes et internationales.
Il coopère avec d'autres sites d'information en ligne comme Bakchich.
Il compte parmi ses investisseur le Mauritanien Mohamed Ould Bouamatou, qui détient 10 % de la société éditrice.

## Collaborateurs réguliers
- Richard Labévière
- René Naba
- Nicolas Beau
- Marie Goupy
- Jocksy Ondo-Louemba